# Lau teilatu
«Lau teilatu» —en español: Cuatro tejados— es un sencillo de la banda de rock vasca Itoiz, grabado en mayo de 1978 e incluido por vez primera en el álbum homónimo de la banda.
«Lau teilatu» es, probablemente, una de las canciones más populares en euskera. Fue compuesta por el cantante y guitarrista de Itoiz, Juan Carlos Pérez, cuando tenía 18 años; según su autor, «es lo que es, una canción de amor adolescente, hiperrealista, muy transparente».

## Versiones
Artistas de los más diversos géneros musicales han realizado sus propias versiones de la canción, entre los cuales se encuentran:
- Mikel Erentxun —exvocalista de Duncan Dhu— a dueto con Amaia Montero —exvocalista de La Oreja de Van Gogh—, quienes la grabaron en 2006 para el álbum recopilatorio Gaztea: The Singles.[3]
- La Orquesta Sinfónica de Bilbao realizó varios conciertos con diversos éxitos de Itoiz adaptados por el propio Juan Carlos Pérez,  y publicado como Itoiz Suite.[1]
- La banda de rock EH Sukarra también hizo una versión de esta canción en 1992.
- La banda catalana Umpah-pah versionó el tema y lo incluyó en su LP Bordell en el 1994.